# Al-ʿĀdid

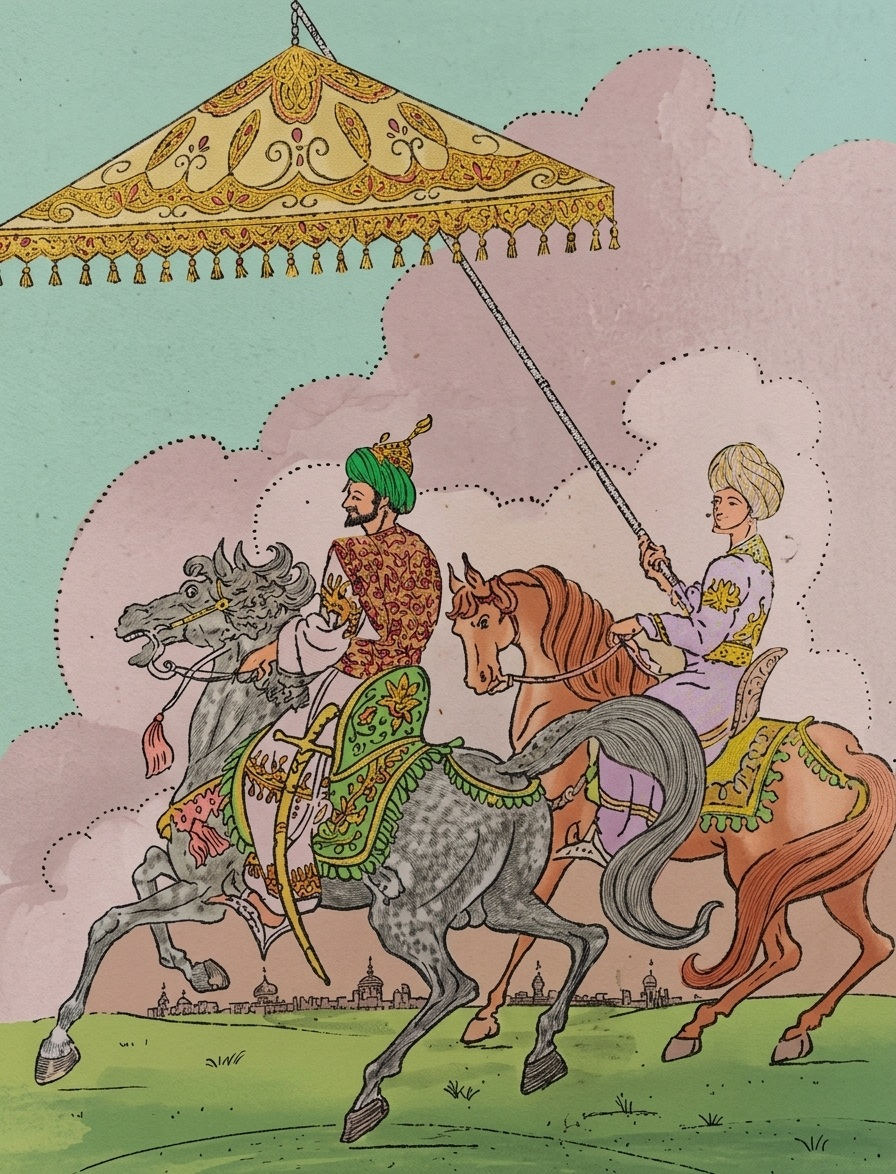
Darstellung des al-ʿĀdid auf seinem Pferd (1966)

Abu Muhammad Abdallah ibn Yusuf (arabisch أبو محمد عبد الله بن يوسف, DMG Abū Muḥammad ʿAbd Allāh ibn Yūsuf; * 9. Mai 1151; † 13. September 1171 in Kairo) war unter dem Herrschernamen al-Adid li-din Allah (arabisch العاضد لدين الله, DMG al-ʿĀḍid li-dīn Allāh) der vierzehnte und letzte Kalif der Fatimiden (1160–1171) sowie der vierundzwanzigste Imam der Schia der Hafizi-Ismailiten.

## Leben

### Machtkämpfe
Nach dem Tod des minderjährigen Kalifen al-Fa'iz am 22. Juli 1160 suchte sich der regierende Wesir Tala'i ibn Ruzzik unter den überlebenden Fatimiden den Jüngsten aus um ihn als neuen Kalif zu installieren. Seine Wahl fiel auf den neunjährigen Prinz Abdallah, den er sofort nach der Bestattung des Vorgängers unter dem Namen al-ʿĀḍid li-dīn Allāh („der Gottes Religion Stärkende“) zum neuen Kalif proklamieren ließ. Als Sohn des Prinzen Yusuf war al-Adid ein Enkel des Kalifen al-Hafiz; der Vater war am 16. April 1154 nach der Ermordung des Kalifen az-Zafir vom damaligen Wesir ebenfalls grausam getötet worden. Die verantwortlichen Täter sind schließlich von Tala'i ibn Ruzzik hart bestraft worden. Unter ihm war in der Regierung Ägyptens für al-Adid aber keine besondere Rolle vorgesehen, allerdings wurde er mit einer Tochter des Wesirs verheiratet, der seine Macht durch dynastische Anbindung an die Kalifendynastie zu festigen suchte.
Nachdem aber auch Tala'i durch sein strenges Regime unbeliebt geworden war, organisierte eine Tante des al-Adid am 12. September 1161 ein erfolgreiches Attentat auf ihn. Die Beseitigung des Wesirs hatte allerdings die seit Jahren andauernden Machtkämpfe in Ägypten nicht eindämmen können. Der Sohn des Toten, Ruzzik, konnte in Kairo sofort die Macht übernehmen, der die Prinzessin und ihre Mitverschwörer umbringen ließ. Ruzziks Regiment wurde am 23. Dezember 1162 von Schawar beendet, der aber seinerseits am 30. August 1163 nach schweren Straßenkämpfen von Dirgham aus Kairo vertrieben wurde. Die andauernde Anarchie wurde von den Franken unter König Amalrich I. von Jerusalem im September 1163 erstmals zu einem Überfall nach Ägypten hinein genutzt. Im Frühjahr 1164 tauchte der flüchtige Schawar wieder in Ägypten auf, begleitet von einem Heer des syrischen Herrschers Nur ad-Din Mahmud unter dem Befehl des kurdischen Feldherrn Asad ad-Din Schirkuh. Am 28. April 1164 wurden die Truppen Dirgams bei Bilbeis von den Syrern geschlagen, die darauf die Belagerung von Kairo aufnahmen. Nachdem die verbliebenen Anhänger Dirgams nach und nach von dessen Seite abgefallen waren, war es al-Adid gewesen, der Kontakt mit Schawar aufnahm und dessen kampflosen Einzug in Kairo am 22. Mai 1164 einleitete. Dirgam wurde auf der Flucht in den Straßen der Stadt gestellt und enthauptet.
Nur vier Tage darauf wurde Schawar von al-Adid ein zweites Mal zu seinem Wesir erhoben. Der Wesir vollzog nun einen politischen Kurswechsel, indem er seine vor Kairo lagernden syrischen Verbündeten zum Abzug in ihre Heimat aufforderte und gleichzeitig diplomatische Kontakte zu den Franken aufnahm. Doch Schirkuh ließ sich nichts befehlen und versetzte Kairo ein zweites Mal in Belagerungszustand; in seinen Reihen kämpfte damals schon sein junger Neffe Salah ad-Din (Saladin) Yusuf. Während nun Schawar die Verteidigung Kairos leitete, rückten im Juli 1164 seine neuen christlichen Verbündeten unter König Amalrich I. in das Nildelta vor. Schirkuh sah sich zum Abbruch der Belagerung Kairos genötigt und verschanzte sich nun seinerseits mit seinen Syrern in Bilbeis, welches nun von dem vereinten christlich-muslimischen Heer unter Amalrich und Schawar belagert wurde. Zum entscheidenden Endkampf kam es allerdings nicht, da die Nachricht von einer Offensive des syrischen Herrschers gegen die christlichen Gebiete eingetroffen war, worauf Amalrich mit seinen Rittern reich entlohnt den Rückzug in sein Königreich antrat. Und auch Schirkuh entschloss sich nun zum Abzug nach Syrien, um dort seinem Herrn beizustehen, weshalb Schawar als der tatsächliche Sieger aus dem wechselreichen Machtkampf des Jahres 1164 hervorging.

### Zwischen Franken und Syrern
Für etwas mehr als zwei Jahre erlebte Ägypten eine vergleichsweise friedliche Zeit, bis im Frühjahr 1167 Schirkuh erneut mit einem Heer von Syrien aus kampflos bis nach Oberägypten vordringen konnte. Der völlig überraschte Hof zu Kairo wurde erst durch eine Warnung seitens der Franken auf diesen Zug aufmerksam. Sofort rief Schawar wieder seinen Verbündeten König Amalrich um Hilfe an, der mit seinem Heer bis vor Kairo zog. Im Feldlager konnte ihn Schawar durch eine Geldzahlung von 400.000 Golddinaren zum Verbleib in Ägypten verpflichten, solange sich der syrische Feind im Lande aufhielte. Der König bestand allerdings darauf, dass dieser Pakt von Kalif al-Adid bestätigt werde, ganz im Bewusstsein, dass dieser der eigentliche Herrscher Ägyptens war. So wurde erstmals einer Gesandtschaft der „ungläubigen“ Franken, angeführt von Hugo von Caesarea und dem Tempelritter Gottfried Fulcherius, eine Audienz vor einem Fatimidenkalifen gewährt. Die beiden Gesandten erstatteten später dem Chronisten Wilhelm von Tyrus ausführlich Bericht über diese Begegnung. Sie beschrieben den Kalifen als jungen Mann, dem der erste Bartflaum spross, sein Körper sei schlank und von dunklem Teint, Freigiebigkeit kennzeichne seinen Charakter. Sein Name sei „Elhadeth“, Sohn des „Elfeis“. Nachdem der Kalif das Bündnis besiegelt hatte, konnten die christlichen Ritter die Mauern und Türme von Kairo besetzen, was von Wilhelm von Tyrus nicht ohne einen Anflug des Triumphs kommentiert wurde. Schawar und Amalrich lieferten sich in den folgenden Wochen wechselvolle Kämpfe gegen Schirkuh in ganz Ägypten. Die Syrer konnten aus Oberägypten vertrieben werden, dafür aber kampflos in Alexandria einziehen. Nachdem keine Seite eine Entscheidung zu ihren Gunsten erzwingen konnte, akzeptierte Schirkuh einen Rückzug aus Ägypten, sofern auch Amalrich das Land verließe und sich eidlich dazu verpflichte, nie wieder zurückzukehren. Nachdem Schawar sowohl die Syrer als auch die Franken reich entschädigt hatte, zogen sich diese im August 1167 aus Ägypten zurück.
Trotzdem hielt Schawar auch danach an einem Bündnis mit den Franken fest, denen weiterhin die Verteidigung von Kairo nach Zahlung eines vereinbarten Tributs anvertraut wurde. Diese Politik weckte allerdings den Unmut in der Bevölkerung und in der unmittelbaren Gefolgschaft des Wesirs. Nachdem König Amalrich von dem schwindenden Rückhalt Schawars in Kairo erfahren hat, marschierte er im Oktober 1168 erneut in Ägypten ein, dieses Mal in der Absicht zur dauerhaften Landnahme. Trotz alledem unternahm Schawar in Kairo weitere Anstrengungen zu einem Ausgleich mit den Franken, während al-Adid wiederum um eine Annäherung an den syrischen Herrscher Nur ad-Din Mahmud bemüht war. Von seinem Wesir wurde er deswegen scharf gemaßregelt, da die sunnitischen Syrer für den Fortbestand des schiitischen Kalifats die weitaus größere Gefahr darstellten als die Franken. Im November 1168 nahmen die durch Kreuzritter aus Europa verstärkten Franken die Belagerung Kairos auf, mit der Absicht dieses ihrem Gelübde gemäß zu erobern. Erst als im Frühjahr 1169 das Herannahen des syrischen Heeres unter Schirkuh bekannt wurde, zogen sie sich im Januar 1169 nach der Zahlung eines hohen Tributs aus Ägypten zurück. Die Syrer aber wurden von der Bevölkerung Kairos als Retter feierlich empfangen.

### Ende des Fatimidenkalifats

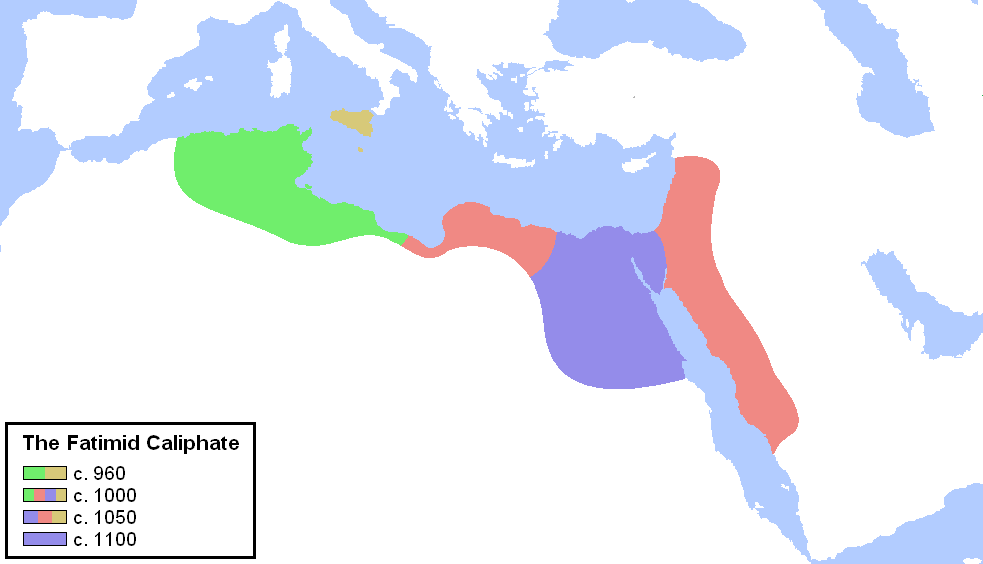
Das Fatimidenkalifat in den verschiedenen Phasen seiner Geschichte. Im 12. Jahrhundert zur Zeit der letzten Kalifen war es territorial auf Ägypten (hier blau) beschränkt.

Kalif al-Adid selbst hofierte Schirkuh und dessen Neffen Saladin in seinem Palast, Wesir Schawar dagegen plante sie möglichst schnell durch ein Attentat während eines Gastmahls loszuwerden. Doch die Syrer kamen ihm zuvor und Saladin legte den Wesir im Feldlager in Ketten. Nun wurde Schawar auch von al-Adid endgültig fallen gelassen, der ein Richtschwert mit einem Todesurteil in das Lager tragen ließ, das am 18. Januar 1169 vollstreckt wurde. Zwei Tage darauf konnte Schirkuh in Kairo einziehen und von al-Adid die Ernennung zum neuen Wesir entgegennehmen. Nur zwei Monate später starb der altersschwache Schirkuh am 23. März 1169 und al-Adid ernannte zwei Tage darauf dessen Neffen Saladin zum neuen Wesir.
Schirkuh und Saladin waren nicht die ersten Sunniten, die mit dem Wesirat im schiitischen Fatimidenkalifat betraut wurden. Doch waren sie die Ersten, die in einem fremden Dienstverhältnis gestanden haben, als Feldherren des syrischen Herrschers Nur ad-Din Mahmud aus der türkstämmigen Dynastie der Zengiden. Die Zengiden waren die Erzfeinde der christlichen Kreuzfahrerstaaten; ihren Krieg gegen die „Franken“ rechtfertigten sie als Glaubenskampf (ǧihād) zugunsten des Islam. Propagandistisch fundiert wurde dieser Kampf auch durch ein Bekenntnis zum sunnitischen Kalifat der Abbasiden von Bagdad, als dem einzig rechtmäßigen Kalifat, dass über die gesamte islamische Glaubensgemeinde (umma) zu gebieten habe. Von diesem Standpunkt aus betrachtet, waren die Fatimiden Usurpatoren und wegen der von ihnen vertretenen schiitischen Glaubenslehre des Ismailitentums zudem noch Glaubensabtrünnige des orthodox-sunnitischen Islam. Der Aufstieg seiner Offiziere zu Wesiren des Fatimidenkalifats sorgte deshalb bei Nur ad-Din Mahmud in Damaskus für einige Irritationen und sollte am Anfang seiner Entfremdung zu seinem kurdischen Feldherrn Saladin stehen, der fortan als eigenständiger Akteur in den Machtspielen des Vorderen Orients auftrat.
Schon seit mehreren Jahrzehnten war das fatimidische Wesirat mit Kompetenzen der Machtvollkommenheit ausgestattet gewesen, indem die Wesire wie Könige gleich über das Herrschaftsgebiet der Kalifen geboten. Tatsächlich hatten sich einige Wesire zuvor schon den arabischen Königstitel (malik) angeeignet, die sich Saladin nun zum Vorbild nahm. Die Person des Kalifen war dagegen schon seit dem 11. Jahrhundert zu einer bloßen Marionette verkommen, die formell an der Spitze der Glaubensgemeinde stehend nur noch zum Zwecke der Legitimation herangezogen wurde, selbst aber kaum noch über politische Autorität verfügte. Ein Zustand der für die Fatimiden in Kairo wie für die Abbasiden in Bagdad gleichermaßen galt. Wahre Autorität besaß der Kalif nur noch für die Anhänger der Glaubenslehre der Ismailiten, der als ihr „Vorsteher“ (imām) in direkter Abstammung des Propheten Mohammed ihr spiritueller Führer war und ihre religiösen Dogmen definierte. Im 12. Jahrhundert aber waren die Ismailiten schon in mehrere Fraktionen gespalten, die je einer eigenen Imamlinie folgten. Kalif al-Adid galt nur noch für die in Ägypten lebenden Ismailiten (Hafiziten) als rechtmäßiger Imam, wobei die Gemeinschaft hier nur noch eine schwindende Minderheit gegenüber den sunnitischen Muslimen und koptischen Christen darstellten. Mitursächlich für diese Entwicklung dürfte die Tatsache gewesen sein, dass die Annahme der ismailitischen Lehre auf Freiwilligkeit beruhte. Mit Ausnahme der Herrschzeit des Kalifen al-Hakim (996–1021) hat es weder in Ägypten noch in anderen Regionen des Fatimidenkalifats Zwangsbekehrungen zugunsten des Ismailitentums gegeben. Die Bevölkerung des Landes ist die gesamte Zeit der Fatimiden über mehrheitlich sunnitisch geblieben, weshalb die Kalifen besonders während des staatlichen Zerfalls im 12. Jahrhundert kaum mehr auf die Unterstützung der breiten Maße bauen konnte. Die Stütze des fatimidischen Regimes waren die armenischen und sudanesischen Truppenverbände, deren Loyalität durch teure Geldgeschenke erkauft werden musste.
Als nun Saladin das Wesirat übernahm, suchte er seine persönliche Herrschaft in Ägypten sofort durch die Begünstigung seiner aus Syrien mitgeführten und ihm treu ergebenen Truppen zu festigen, zu denen er die aus der Staatskasse entnommenen Soldzahlungen abzweigte. Um seine Offiziere zu versorgen, stattete er sie mit den einträglichen Militärlehen (iqṭāʿ) Ägypten aus, sehr zum Verdruss der alten Offiziersränge der Fatimiden. Im Juli 1169 beseitigte Saladin den Obereunuch des Kalifen, weil dieser mit den Franken eine Verschwörung gegen den Wesir geplant habe. Daraufhin erhoben sich die um ihre Pfründen gebrachten fatimidischen Regimenter der Sudanesen und Armenier, die sich in den Straßen Kairos und unter den Augen des Kalifen schwere Gefechte mit den Syrern lieferten. Letztendlich gingen die Truppen Saladins angeführt von dessen Bruder Turan Schah siegreich aus der Schlacht hervor und die letzten Reste der geschlagenen Armee der Fatimiden nahmen die Flucht nach Oberägypten auf, wo sie in den nächsten Wochen aufgerieben wurden. Die Kämpfe in Ägypten haben im Spätjahr 1169 noch einmal König Amalrich zu einem Einfall in das Nildelta ermutigt, der dort im Bund mit einer byzantinischen Flotte den Seehafen Damiette belagerte. Doch Saladin konnte die Stadt über den Nil aus versorgen, so dass die Belagerten fast zwei Monate lang ausharren konnten. Stattdessen mussten die Christen im Dezember 1169 ausgehungert und durch andauernde Regenfälle entmutigt den Rückzug antreten. Damit hatte sich Saladin als Verteidiger des islamischen Ägypten bewähren und sein Prestige unter der Bevölkerung vermehren können; schon im Folgejahr unternahm er erste Angriffe auf die Grenzburgen des Königreichs Jerusalem. Zeitgleich ließ er seine restlichen Familienmitglieder aus Syrien nachreisen, die in Ägypten die wichtigsten Posten des Staates übernahmen, womit letztlich das Fundament für die zukünftige Herrschaft der Ayyubiden gelegt wurde.
Saladin war nun mächtig genug, um zielgerichtet die neue Vorherrschaft des Sunnitentums in Ägypten zu zementieren. So ließ er in der Vorstadt von Kairo Lehreinrichtungen (madrasa) für die verschiedenen Schulen des sunnitischen Rechts einrichten, womit er dem bereits erprobten Vorbild der Seldschuken und Zengiden nacheiferte. Danach erwirkte er im Januar 1171 die Einsetzung eines Sunniten im Amt des Oberrichters (qāḍīʾl-quḍāt) für Ägypten, während er parallel dazu die Einstellung der seit zwei Jahrhunderten in Kairo betriebenen ismailitischen Lehrsitzungen und die Tilgung des traditionellen ismailitischen Bekenntnisses aus dem Gebetsruf verfügte. Der machtlose al-Adid konnte der schleichenden Auflösung des Kalifats seiner Dynastie nur noch tatenlos von seinem Palast aus verfolgen, der für ihn tatsächlich zu einem Gefängnis geworden war. Am 7. September 1171 hat er zum letzten Mal eine Audienz gehalten, worauf von einem schweren Fieber befallen an das Bett gefesselt war. Am 10. September ließ Saladin den Namen des sunnitischen Abbasidenkalifen al-Mustadi in der Freitagspredigt (ḫuṭba) verlesen, vollendete damit in Ägypten offiziell den Wechsel in der Herrschaft über die Gläubigen und setzte dem Fatimidenkalifat im 262. Jahr seines Bestehens ein Ende.

### Tod
Ob al-Adid das Ende seiner Dynastie noch bewusst erlebte, bleibt unklar; schon am 13. September 1171 ist er im Alter von zwanzig Jahren seinem Fieber erlegen. Gemäß der islamischen Zeitrechnung war dieses Datum der zehnte Tag des Monats Muharram, der für alle Schiiten heilige Festtag Aschura, an dem der Imam Hussein bei Kerbela den Märtyrertod fand. Einer dazu abweichenden Überlieferung nach sei der Ex-Kalif erst am 15. September in Folge eines Wutanfalls gestorben, in den er durch eine Provokation des Turan Schah versetzt worden sei. In der Geschichtsforschung wird allerdings der 13. September als der wahrscheinlichere Todestag angenommen. Dagegen wird den Behauptungen späterer Berichte von einem Selbstmord des verzweifelten Kalifen mittels Gift, oder gar von seiner Ermordung durch Erdrosselung mit dem eigenen Turban jede Glaubwürdigkeit abgesprochen.
Saladin ließ dem al-Adid eine ordnungsgemäße Bestattung nach islamischen Ritus ausrichten, doch insgeheim wurde sein Tod von den sunnitischen Autoren bejubelt. Der Kanzleichef des neuen Machthabers, Imad ad-Din al-Isfahani, verband damit vor allem das Ende der ketzerischen Lehren in Ägypten zugunsten eines rechtgläubigen Sunnitentums, von dem das Land seither bis in die heutigen Tage geprägt wird. Tatsächlich überdauerte das Ismailitentum in Ägypten den Untergang seines Kalifats nur noch wenige Generationen. Die Anhänger ihrer Lehre wurden unter den Ayyubiden und Mamluken verfolgt, bis am Ende des 13. Jahrhunderts nur noch wenige Dorfgemeinschaften in Oberägypten sich zum Ismailitentum bekannten. Als Imame erkannten sie die Nachkommen des al-Adid (Daoud, Suleiman) an, von denen der letzte 1248 in der Zitadelle von Kairo verstarb. Die Schia der Hafizi-Ismailiten verschwand in Ägypten während des 14. Jahrhunderts gänzlich und gilt heute als nicht mehr existent.
Mehr als hundert Fatimidenprinzen wurden noch unter den nachfolgenden Dynastien mehrere Jahrzehnte lang in fürstlichem Arrest verköstigt. Letzte Nachrichten von lebenden Prinzen stammen aus der Herrscherzeit des Mamlukensultans Baibars I. (1260–1277), unter dessen Herrschaft die Gründung der schiitischen Fatimiden, Kairo, zur neuen Residenz der sunnitischen Abbasiden wurde, nachdem deren Stadtgründung Bagdad 1258 durch die Mongolen vernichtet worden war. Die wahren Herrscher Ägyptens aber wurden für die folgenden fast achthundert Jahre von Dynastien fremdländischer Herkunft gestellt. Erst im Jahr 1953 sollte mit dem General Muhammad Nagib wieder ein gebürtiger Ägypter arabischer Abstammung die Macht im Land übernehmen.